# Village of the Damned (1960)
Village of the Damned is een Britse horror/sciencefictionfilm uit 1960 onder regie van Wolf Rilla. Het verhaal hiervan is gebaseerd op dat uit het boek The Midwich Cuckoos van John Wyndham.
Village of the Damned stond 92e op Bravo’s lijst van 100 engste filmmomenten. De film kreeg in 1963 een vervolg: Children of the Damned. In 1995 verscheen de gelijknamige remake geregisseerd door horrorgrootmeester John Carpenter.

## Verhaal
In het Britse dorpje Midwich vallen op een dag alle inwoners en dieren in een mysterieuze slaap. Ook mensen die het dorp binnengaan, vallen in slaap. Het leger laat het gebied rond het dorp afsluiten om onderzoek te doen. Na een tijdje worden de bewoners weer wakker, schijnbaar zonder gevolgen. Twee maanden na het incident blijken alle vrouwen van het dorp die in staat zijn kinderen te krijgen zwanger te zijn. De vrouwen bevallen allemaal op precies dezelfde dag.
Hun kinderen blijken in de jaren erop in veel opzichten abnormaal te zijn. Ze ontwikkelen zich mentaal veel sneller dan leeftijdsgenoten, gedragen zich koud en onverschillig en hangen altijd samen rond. Ze blijken bovendien over telepathische krachten en andere bovenmenselijke vaardigheden te beschikken. Zo kunnen ze gedachten lezen en mensen hun wil opleggen. Ze zijn via een telepathische band met elkaar verbonden.
Professor Gordon Zellaby, wiens “zoon” David een van de kinderen is, onderzoekt namens de overheid het verschijnsel. Hij geeft de kinderen tevens les in een speciaal gebouw. Hij ontdekt dat wereldwijd meer van dit soort gebeurtenissen hebben plaatsgevonden, maar hier stierven de kinderen steeds een paar dagen na hun geboorte of werden door bange bewoners gedood. In de Sovjet-Unie greep de overheid zelfs in door een heel dorp plat te gooien met een atoombom. De Britse overheid weet niet goed of ze de kinderen ook moeten laten doden uit voorzorg, of hun intelligentie en krachten juist moeten stimuleren om hier mogelijk voordeel mee te doen.
Langzaam wordt echter steeds duidelijker dat de kinderen ronduit kwaadaardig zijn. Ze blijken verantwoordelijk voor een aantal bizarre sterfgevallen in het dorp. Uiteindelijk besluit Gordon in te grijpen. Wanneer hij de kinderen weer les moet geven, neemt hij een tijdbom mee verborgen in zijn koffer. Om te voorkomen dat de kinderen zijn plan ontdekken door zijn gedachten te lezen, maakt Gordon zijn hoofd vrij van gedachten aan de bom en denkt enkel nog aan een bakstenen muur. De kinderen proberen door deze mentale barrière heen te breken, maar dit lukt pas enkele seconden voordat de bom afgaat. De explosie doodt alle kinderen en Gordon.

## Rolverdeling
| Acteur             | Personage           |
| ------------------ | ------------------- |
| George Sanders     | Gordon Zellaby      |
| Barbara Shelley    | Anthea Zellaby      |
| Martin Stephens    | David Zellaby       |
| Michael Gwynn      | Alan Bernard        |
| Laurence Naismith  | Doctor Willers      |
| Richard Warner     | Harrington          |
| Jenny Laird        | Mrs. Harrington     |
| Sarah Long         | Evelyn Harrington   |
| Thomas Heathcote   | James Pawle         |
| Charlotte Mitchell | Janet Pawle         |
| Pamela Buck        | Milly Hughes        |
| Rosamund Greenwood | Miss Ogle           |
| Susan Richards     | Mrs. Plumpton       |
| Bernard Archard    | Vicar               |
| Peter Vaughan      | P.C. Gobby          |
| John Phillips      | General Leighton    |
| Richard Vernon     | Sir Edgar Hargraves |

## Achtergrond

### Productie
De film zou oorspronkelijk in de Verenigde Staten worden gemaakt, waar in 1957 met de voorproductie werd begonnen. Ronald Colman zou de hoofdrol gaan vertolken toen MGM besloot het project af te blazen daar het verhaal te controversieel zou zijn. Colman stierf in mei 1958. De weduwe van Colman, Benita Hume, trouwde een jaar later met George Sanders, die uiteindelijk Colmans rol overnam voor de film.
De opnames voor de film vonden plaats op locatie in het plaatsje Letchmore Heath, nabij Watford. Er werden lokale gebouwen zoals The Three Horseshoes Pub en Aldenham School gebruikt voor de opnames.
De kinderen droegen voor de film blonde pruiken, die zo waren ontworpen dat hun hoofden extra groot leken. Ook werden ze bij de opname dusdanig belicht dat hun ogen een sinistere uitstraling kregen. De gloeiende ogen, die de kinderen krijgen als ze hun mentale krachten gebruiken, werd verkregen door beelden van een witte iris over de normale opnames heen te filmen. In de Amerikaanse versie van de film zijn veel van deze scènes aangepast of weggelaten.

### Ontvangst
De film kreeg bij de première een 'A' certificate-beoordeling van de Britse filmrecensenten. De film werd goed bezocht. Onder andere in de The Guardian en The Observer kreeg de film gunstige kritieken. Ook Amerikaanse critici, waaronder die van Time en de New York Times, gaven de film positieve beoordelingen.

## Prijzen en nominaties
In 1961 werd “Village of the Damned” genomineerd voor een Hugo Award voor Best Dramatic Presentation.